# Kosmos 2420
Kosmos 2420, ruski izviđački satelit za optičko izviđanje (fotografski, vrsta koja se vraća s filmom) iz programa Kosmos. Vrste je Jantar-4K2M (Kobaljt-M br. 557). 
Lansiran je 3. svibnja 2006. godine u 17:38 s kozmodroma Pljesecka. Lansiran je u nisku orbitu oko planeta Zemlje raketom nosačem Sojuz-U 11A511U. Orbita mu je bila 167 km u perigeju i 332 km u apogeju. Orbitne inklinacije je 67,15°. Spacetrackov kataloški broj je 29111. COSPARova oznaka je 2006-017-A. Zemlju je obilazio u 89,49 minute. Pri lansiranju bio je mase oko 6700 kg. 
Vratio se na Zemlju 19. srpnja 2006. godine. Iz misije je ostao još jedan dio koji je ostao kružiti u niskoj orbiti pa se kao i solarni paneli vratio u atmosferu.

## Vanjske poveznice
- N2YO.com Search Satellite Database (engl.)
- Celes Trak SATCAT Format Documentation (engl.)
- Kunstman  Arhivirana inačica izvorne stranice od 12. kolovoza 2019. (Wayback Machine) Satellites in Orbit (engl.)